# 洋湖新城駅
洋湖新城駅（ようこしんじょうえき）は、中華人民共和国湖南省長沙市岳麓区にある3号線の駅である。

## 駅構造
- 島式ホーム1面

## 駅周辺
- 洋湖湿地公園
- 先導路